# Capotille (ort)
Capotille är en ort i Haiti.   Den ligger i departementet Nord-Est, i den nordöstra delen av landet, 120 km nordost om huvudstaden Port-au-Prince. Capotille ligger 127 meter över havet och antalet invånare är 17 626.
Terrängen runt Capotille är kuperad åt sydost, men åt nordväst är den platt. Runt Capotille är det ganska tätbefolkat, med 56 invånare per kvadratkilometer. Capotille är det största samhället i trakten. Omgivningarna runt Capotille är en mosaik av jordbruksmark och naturlig växtlighet.